# Lophoproctinus mexicanus
Lophoproctinus mexicanus är en mångfotingart som beskrevs av Filippo Silvestri 1949. Lophoproctinus mexicanus ingår i släktet Lophoproctinus och familjen Lophoproctidae. Inga underarter finns listade i Catalogue of Life.